# Velikoje (jezero v Tverské oblasti)
Velikoje (rusky Великое), je jezero v Tverské oblasti v Rusku. Leží na severovýchod od města Tver ve skupině Petrovských jezer ležících uprostřed rašeliniště Oršinskij moch. Má rozlohu přibližně 32 km².

## Vodní režim
Odtéká z něj řeka Soz (povodí Volhy).